# Wälder bei Hugenpoet und Landsberg
Das Naturschutzgebiet Wälder bei Hugenpoet und Landsberg liegt auf dem Gebiet der Stadt Ratingen im Kreis Mettmann in Nordrhein-Westfalen.
Das etwa 199 ha große Gebiet, das im Jahr 2005 unter der Schlüsselnummer ME-049 unter Naturschutz gestellt wurde, erstreckt sich nordöstlich der Kernstadt Ratingen und südwestlich des Essener Stadtteils Kettwig. Nordwestlich des Gebietes verläuft die A 52 und südwestlich die A 3. Nordöstlich erstreckt sich das etwa 25 ha große Naturschutzgebiet (NSG) Untere Kettwiger Ruhraue und fließt die Ruhr, südöstlich erstreckt sich das etwa 159 ha große NSG Vogelsangbachtal.

## Beschreibung
Im Landschaftsplan des Kreises Mettmann wird das Gebiet wie folgt beschrieben:

„Das Naturschutzgebiet „Wälder bei Hugenpoet und Landsberg“ umfasst ein großes, zusammenhängendes Waldgebiet am Rande des Ballungsraumes mit großflächigen, gut ausgebildeten, naturnahen Hainsimsen-Buchenwäldern,
kleinflächigen Eichen-Hainbuchenwäldern und geringen Anteilen an Erlen-Eschenwäldern als wertvollen Lebensraum für Höhlenbrüter und Amphibien. Daneben kommen auch Nadelholzparzellen und Flächen mit Roteiche, Bergahorn und Robinie vor. Das quellenreiche Gebiet zeichnet sich durch hohe Reliefenergie aus und wird von zahlreichen kleinen, tief eingeschnittenen Siepen durchzogen.“

## Tier- und Pflanzenarten
Im NSG sind folgende nach Anhang I der Richtlinie 92/43/EWG (FFH-Richtlinie) besonders zu schützenden Lebensräume vertreten:
- Hainsimsen-Buchenwald (9110)
- Stieleichen-Hainbuchenwald (9160)
- Erlen-Eschen- und Weichholz-Auenwälder vertreten.

An selten und gefährdeten Tierarten sind im Gebiet heimisch:
Abendsegler, Rauhautfledermaus (beide Anhang 4 der FFH-Richtlinie), Waldschnepfe (Brutverdacht, Vorwarnliste), Raubwürger (vom Aussterben bedroht, Durchzug), Kleinspecht (Brutverdacht), Grünspecht (Nahrungsgast), Waldlaubsänger (Brutvogel, Vorwarnliste), Ringelnatter (stark gefährdet), Zweigestreifte Quelljungfer.
Bei den im NSG vorkommenden Pflanzenarten sind hervorzuheben:
Torfmoos (Sphagnum auriculatum), Riesen-Schachtelhalm, Gewöhnlicher Buchenfarn, Sumpf-Veilchen, sowie aus der Vorwarnliste die Hain-Segge (Carex otrubae), Besenheide, Sumpf-Dotterblume und Sumpf-Pippau.
Lokal bedeutsam sind die Vorkommen von: Misteln, Rauhaariger Kälberkropf, Bleiche Segge, Wald-Schachtelhalm und Bergfarn.

## Schutzziele
Schutzziel sind „Erhalt, Optimierung und Entwicklung eines großen, zusammenhängenden Waldgebietes am Rande des Ballungsraumes durch naturnahe Waldbewirtschaftung“ und der „Umbau der Nadelforste in bodenständigen Laubwald“.

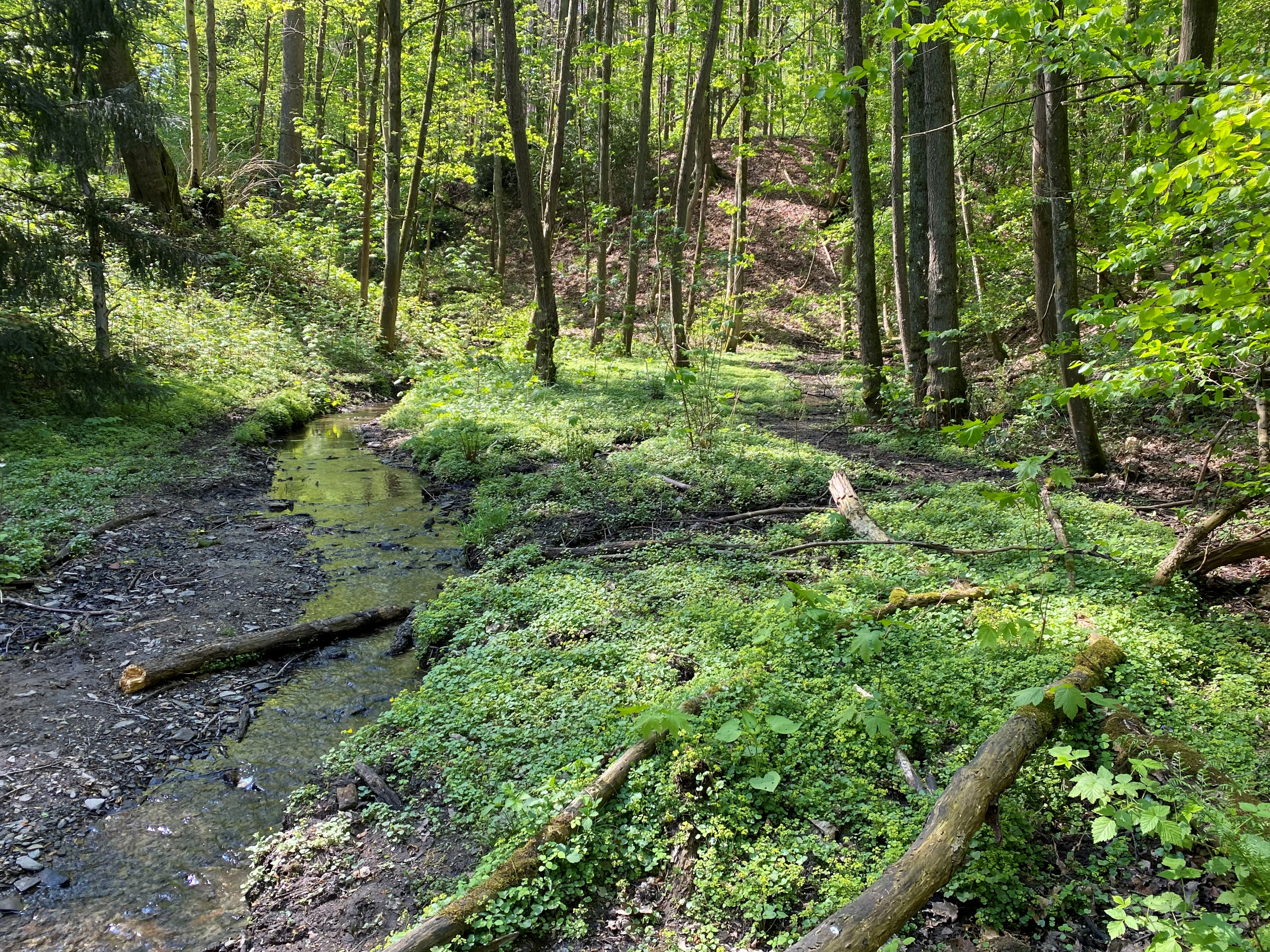
Landsberger Graben mit Milzkrautflur unterhalb Schloss Landsberg
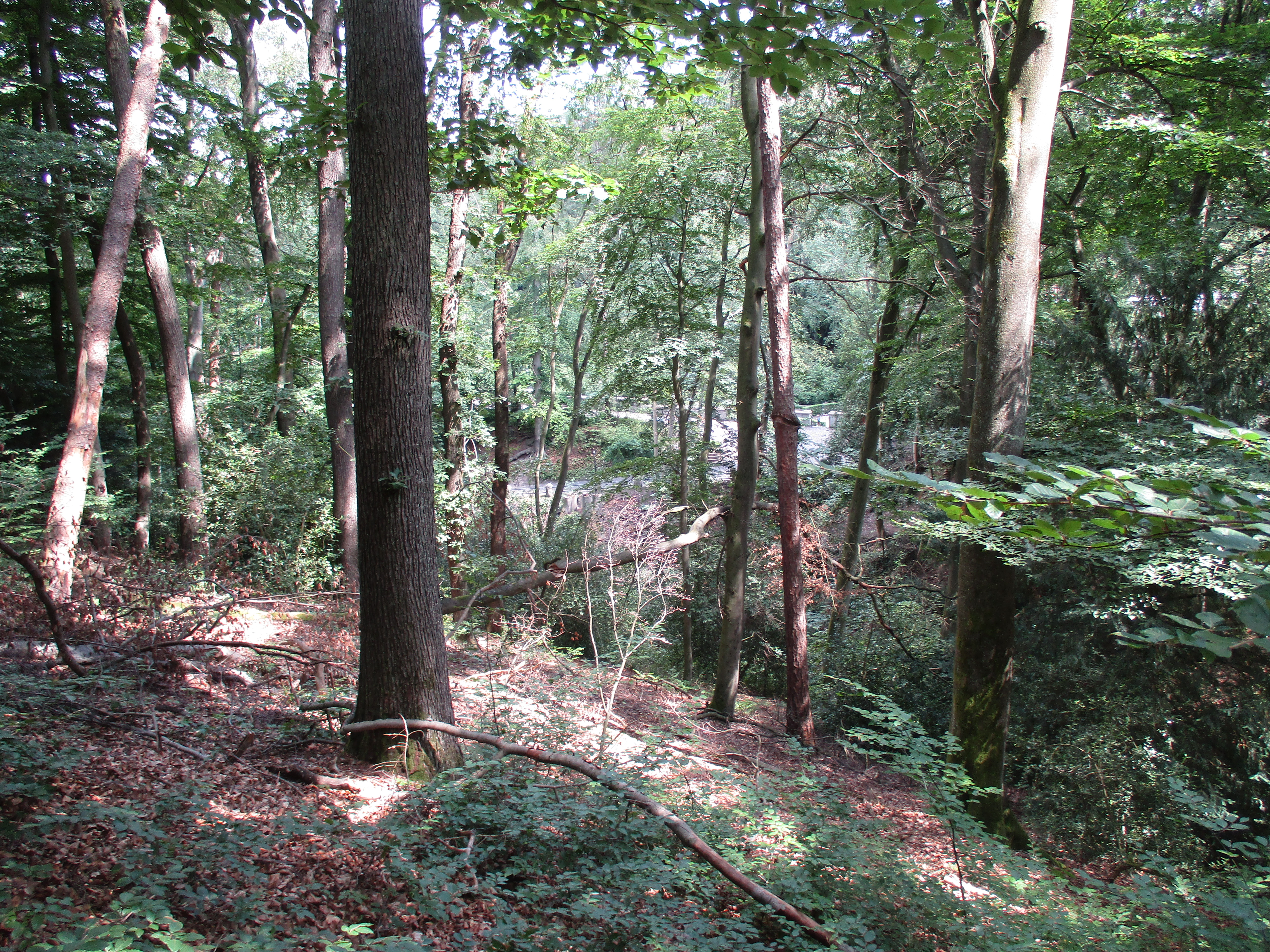
Kerbtal des Landsberger Grabens im NSG
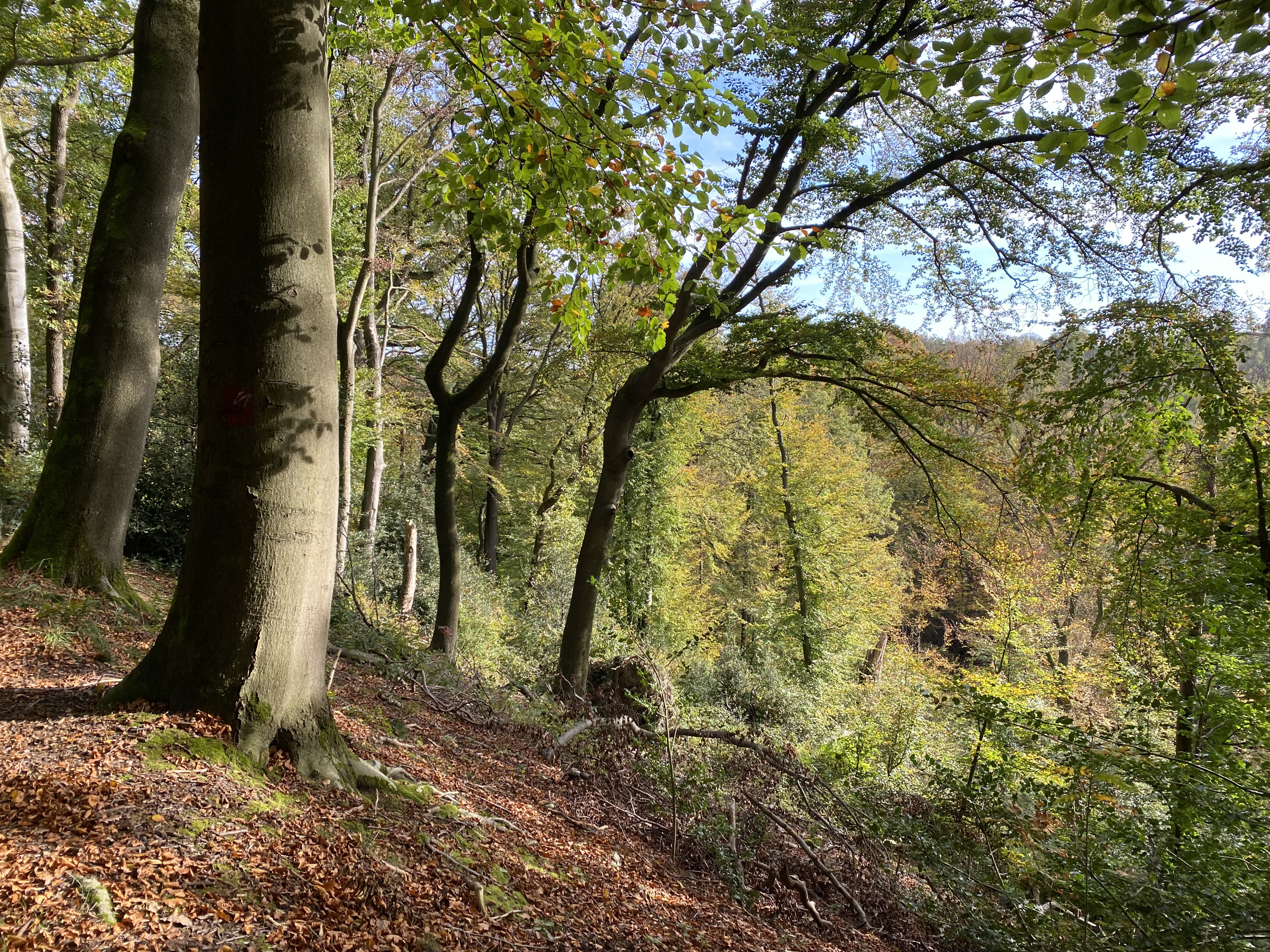
Buchen-Starkholzwald am Steinberg
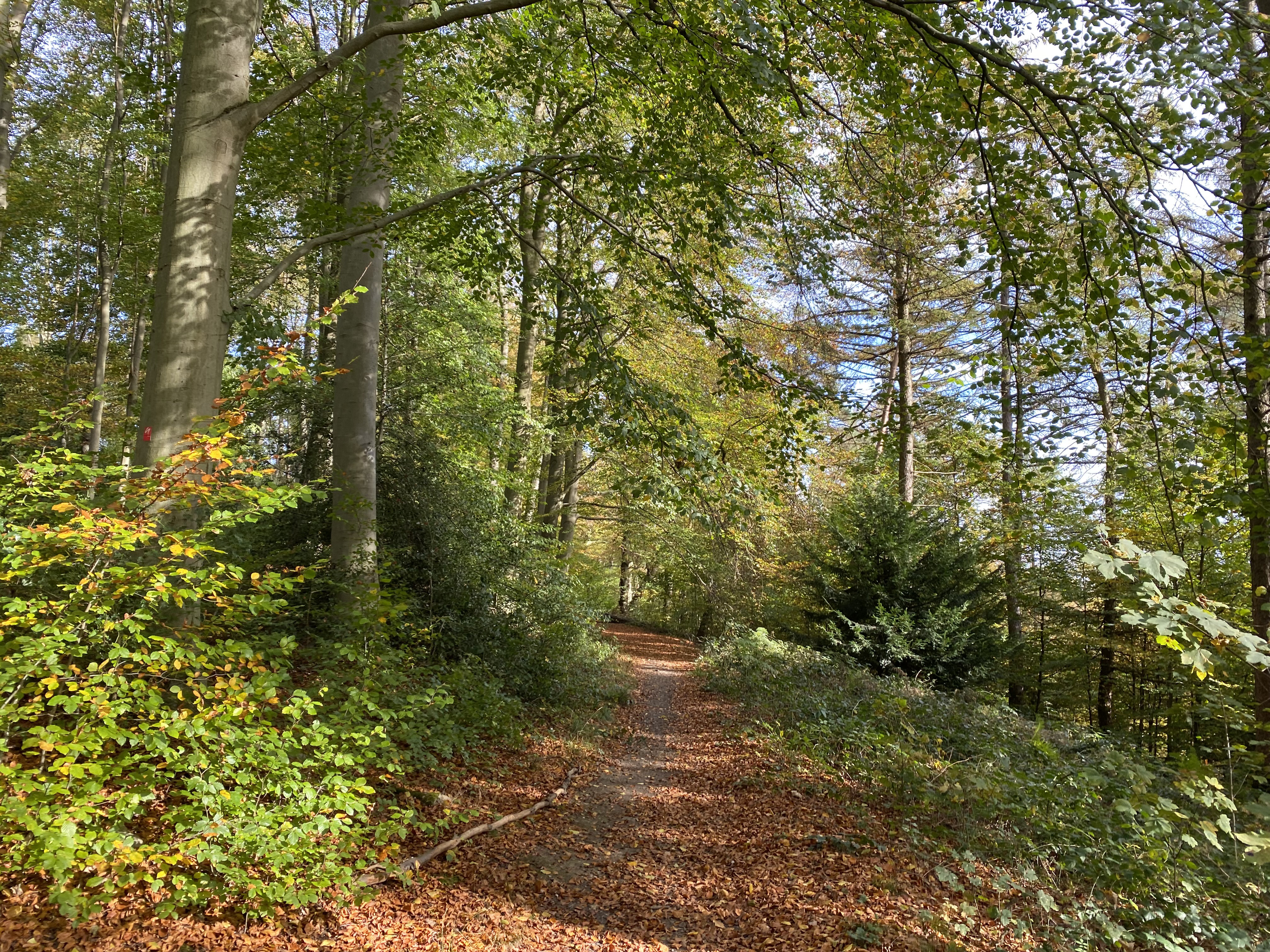
Eiben und Stechpalmen unter Buchen
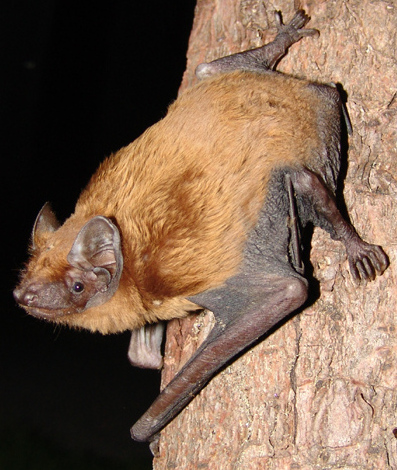
Abendsegler
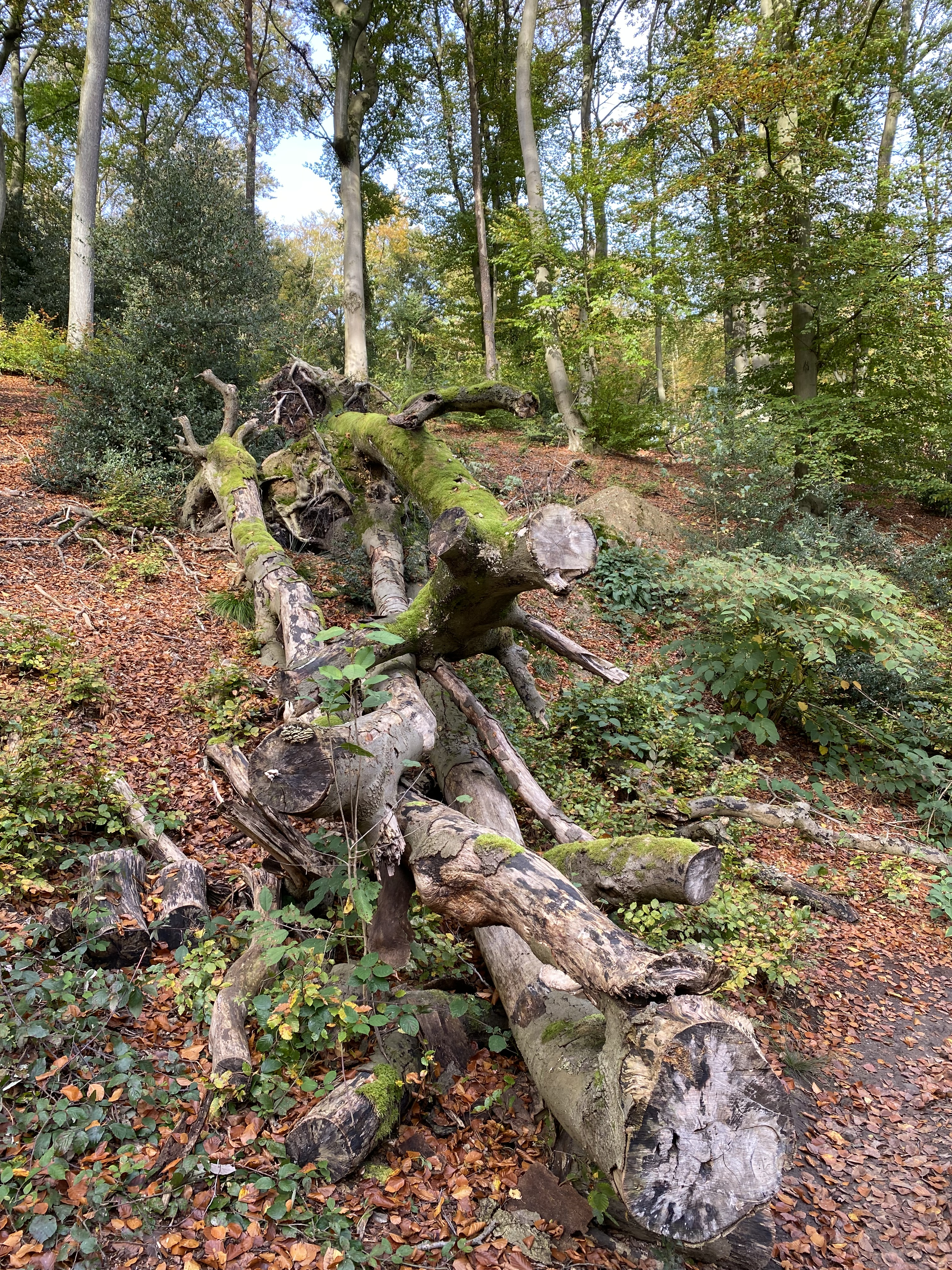
Totholz – Lebenselexier im NSG
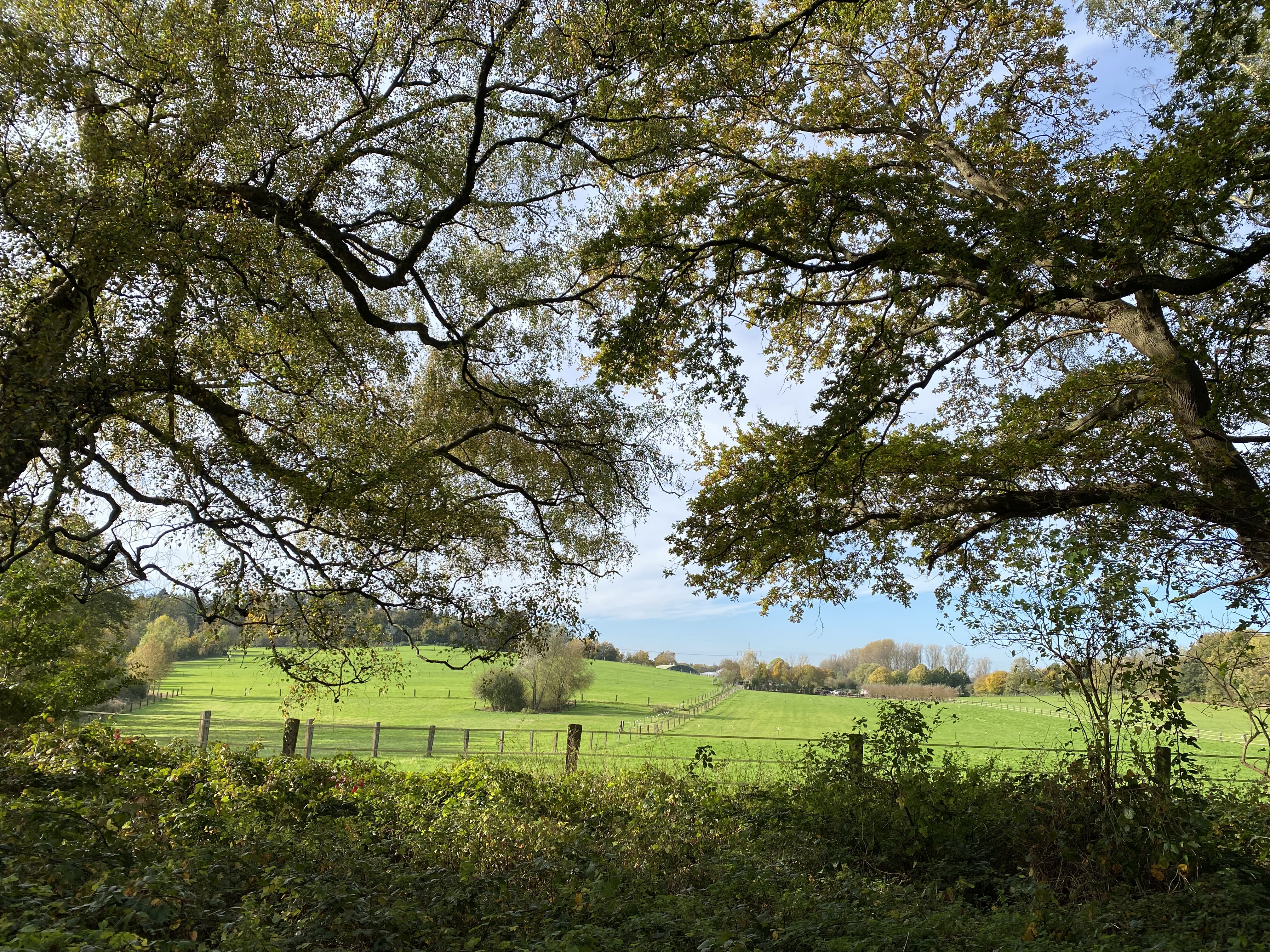
Waldrand des NSG Am Hasenbruch
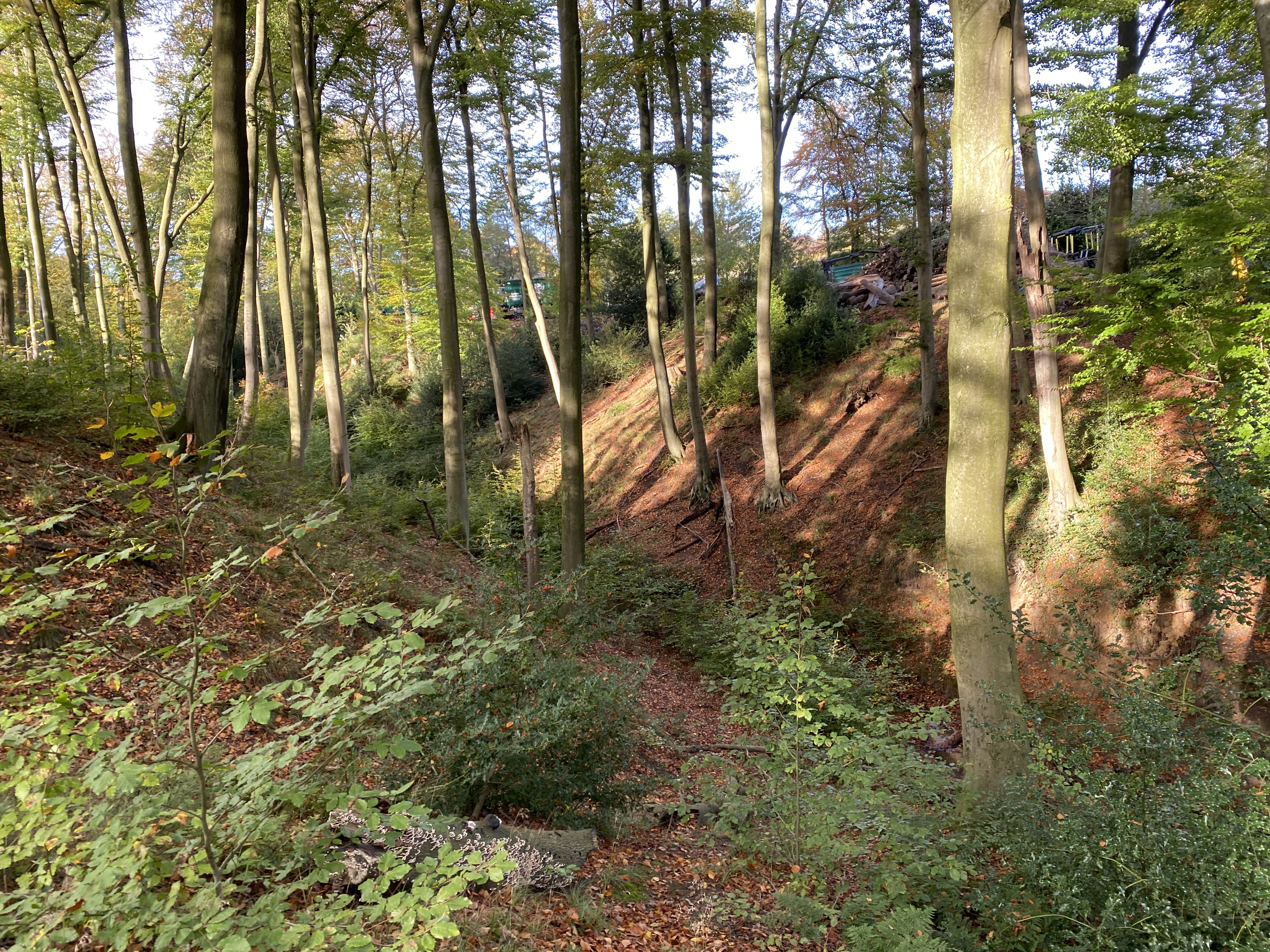
Rodenbuschbachtal im Norden des NSG
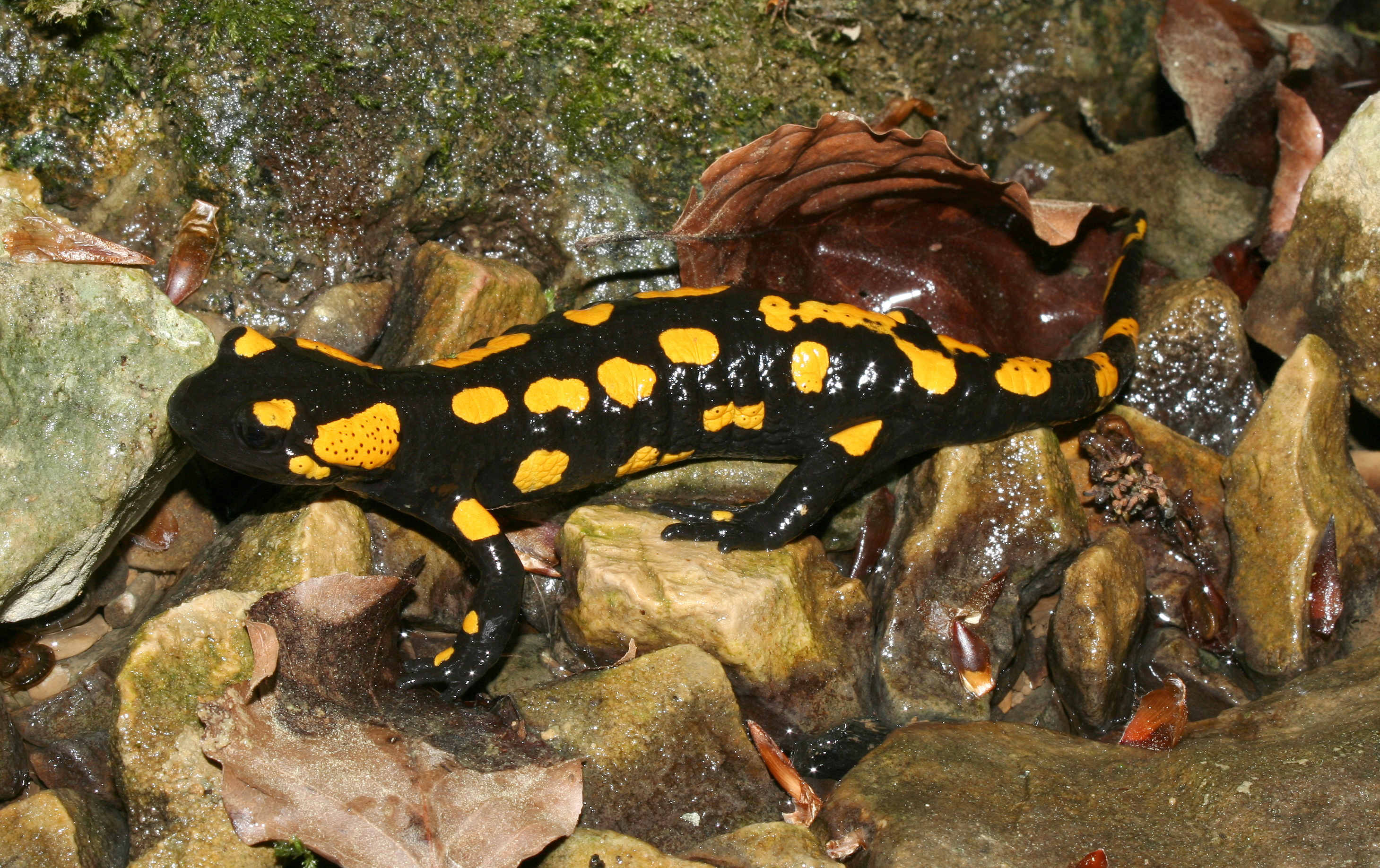
Feuersalamander – gefährdet durch einen tödlichen Hautpilz
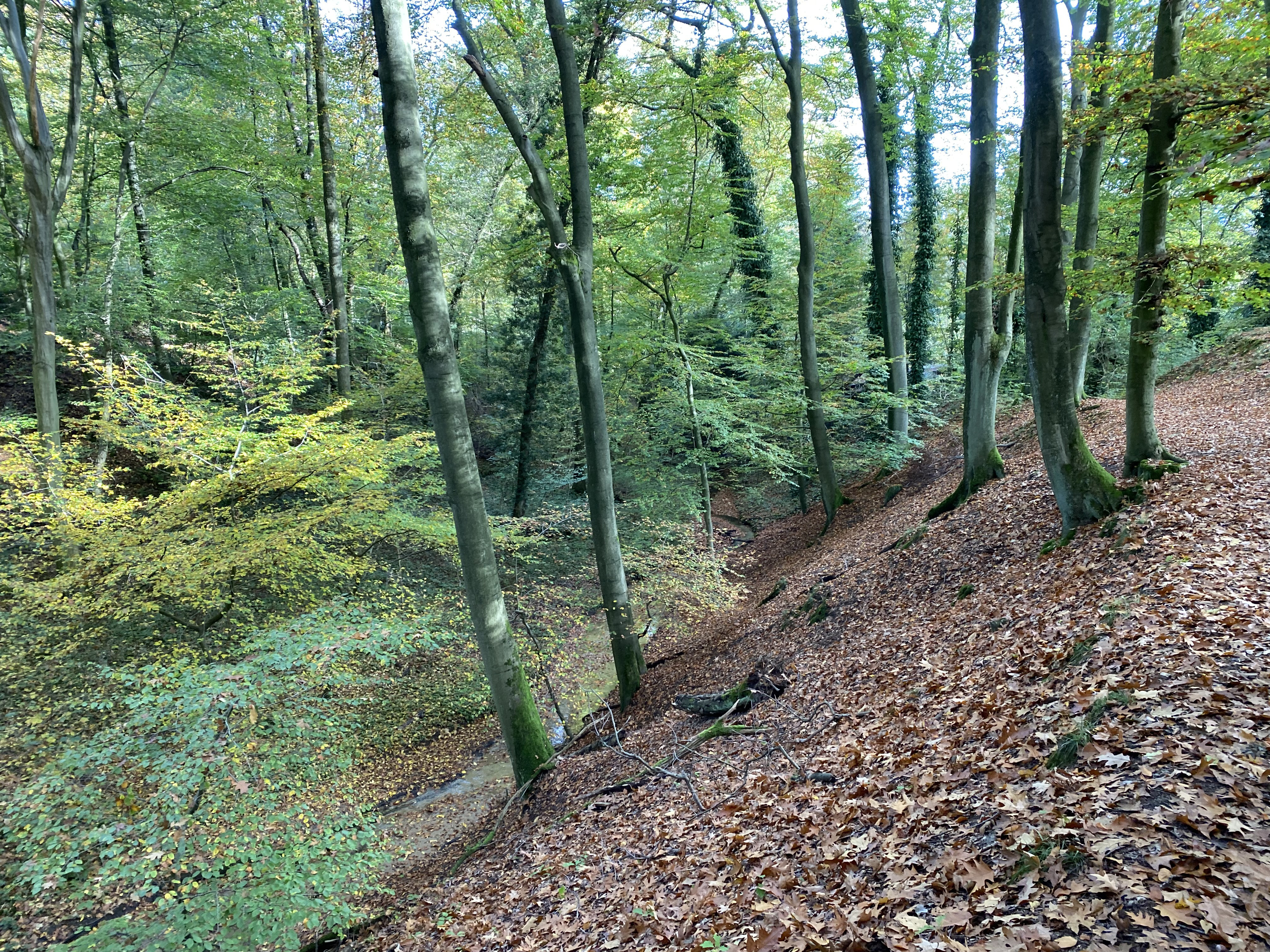
Rodenbuschbachtal